# アカイロ/ロマンス
『アカイロ／ロマンス』は、藤原祐による日本のライトノベル。イラストは椋本夏夜（兼、原案協力）が担当。2008年8月から2009年12月に渡り電撃文庫で刊行された。

## ストーリー
人間ではない「一族」がいた。昔に人との戦いに敗れひっそりと暮らしていたが、いつからか女しか生まれず、それ故に種としての存続もままならないほどになっていた「あやかし」。それまでも、これからも、彼女たちは人の世から隠れ、人知れず生きていく。そのはずだった。ある小さな諍いが「一族」の中で起こるまでは。
そして、その日。「一族」が起こした諍いは小さな波紋となり、町へと広がっていく。その結果として、霧沢景介と灰原吉乃の前に突如、枯葉と名乗る少女が現れる。彼女との出会いこそ、「鈴鹿の一族」にまつわる血塗れの幻想奇譚（アカイロ ロマンス）の始まりだった。

## 登場人物
霧沢景介（きりさわ けいすけ） 蔵物：かみらの枝
主人公。私立白州高校に通う高校生。1年A組。クラスメイトからはなぜか性悪メガネと呼ばれる。8年前に姉の霧沢雅が失踪したことを気に病んでおり、後によく似た境遇である吉乃のことを気にかけるようになる。
吉乃が亡くなった日に本家側と繁栄派側の戦闘に巻き込まれ、その後穏健派に付く。
棺奈に与えられた「かみらの枝」を使って戦う。確認されている中では唯一、蔵物を持つ真人間。
枯葉（かれは） 蔵物：つうれん
メインヒロイン。「鈴鹿の一族」本家の次女。「鈴鹿の一族」では穏健派の頭領となる。一族内での争いから首から下を失っていたところを、灰原吉乃の体にて喪着を行う。そのため、吉乃が生前好きであった景介を夫とすると主張している。鈴鹿の一族に伝わる一族殺しの宝刀「つうれん」を所有し、自らの命と共に繁栄派に狙われている。
灰原吉乃（はいはら よしの）
もうひとりのメインヒロイン。1年A組。クラス内では唯一、景介が話しかける以外は誰とも話さず、存在感のない少女。中学時代に失踪した尾ノ上梨々子とは親友同士の間柄。尾ノ上の失踪をきっかけに話しかけるようになった景介に恋愛感情を抱いている。
とある先輩の告白を断ったことをきっかけに学校内で激しいいじめを受けており、景介と遊びに行く約束をし、携帯のアドレスを登録したその日に受けた暴行で頭を打ち、死亡する。その死を最も近くで見ていた枯葉にその心の強さを認められ、喪着を行われる。
尾ノ上梨々子（おのうえ りりこ）
中学2年のときに失踪。吉乃とは親友の関係であり、歩摘とも関係があった。灰原吉乃からは「りりちゃん」と呼ばれていた。
木陰野棗（こかげの なつめ） 蔵物：あぎょうの琴
1年A組。「鈴鹿の一族」分家「こかげ」の娘で穏健派に属する。さばさばした性格で、演歌が好き。蔵物「あぎょうの琴」の使い手。
日崎歩摘（ひさき ほづみ） 蔵物：白銀りょうげ
1年A組。「鈴鹿の一族」分家「かいら」の娘。変わった感性をもった少女。繁栄派によって連れ去られており行方不明であったが、現在は自我を失い、秋津衣紗子のしもべとなっている。蔵物「白銀りょうげ」の元所有者。
秋津依紗子（あきつ いさこ） 蔵物：しらぬえ、七塗り曲
1年A組。「鈴鹿の一族」の少女で母親が枯葉の伯母で繁栄派の頭領である神楽。枯葉とは従姉妹にあたる。蔵物「しらぬえ」の使い手で、型羽の妹のことを知っているなど、謎が多い少女。
容姿端麗の優等生。景介とは席が隣同士であった。
棺奈（かんな） 蔵物：くらい墓穴
枯葉に仕える侍女。元々は枯葉の姉の木春と親しかった人間であったが、病死する折に自身から望んで蔵物によって「くさりめ」という生き死人にしてもらい、以後は木春に仕えていた。「くらい墓穴」という白木の棺桶のような蔵物を用いる。
型羽（かたは）
「鈴鹿の一族」の中でも争いごとを専門とする本家守護役である分家「きしみ」の現当主。穏健派に属する。病院着のような白くてだぶだぶな衣服を身に纏う毒舌で腹黒な幼女。
喪着を行った身体に残る、元の持ち主（腹違いの妹の礼菜）が受けていた陰惨な暴力の傷跡から人間に対する猜疑心が人一倍強い。戦闘においては「きしみ」の伝統から蔵物は一切使わず、鉄爪を用いて戦う。
黒浜巳代（くろはま みよ） 蔵物：ものぬしの杖、からばの魔眼
3年B組。「鈴鹿の一族」分家「じるき」の娘。繁栄派の少女で枯葉の命を狙っている。アリスパンクな恰好をしており戦闘狂である。「ものぬしの杖」「からばの魔眼」という二つの蔵物を使用する。
小折谷通夜子（こおりや つやこ） 蔵物：かしゃ狂い
2年D組。「鈴鹿の一族」分家「こおりや」の娘。ある目的を果たすため繁栄派に身を置いており、景介たちとは対立関係にあるのだが、彼らに対し複雑な思いを抱いているようである。蔵物「かしゃ狂い」を保有する。
実は宮川英の幼馴染で彼のことを「えっくん」と呼んでいる。また、英の幸せを願うために繁栄派に属していたが、棗が身をていして説得したことによって、繁栄派とも、穏健派でも無いという立場をとる事になった。
篠田夭（しのだ よう） 蔵物：廻じんろう
3年C組。どこか危うげな妖婉さを持つ女性。穏健派に属する。「鈴鹿の一族」の中に一定の確率でかかる肺の病を患っており身体が弱く、現在は総合病院の篠田医院に入院している。
そこに勤務する篠田医師とは夫婦関係にある。蔵物「廻じんろう」を持つ。
浅野檻江（あさの おりえ） 蔵物：たまも喰い
2年B組。「鈴鹿の一族」の「えそな」（登場時は分家から外されていたが、檻江が穏健派についた事によって分家に復帰した）の一人娘。無表情で何を考えているのか一目で分からないミステリアスな少女。過去に景介の姉の声を壁越しに聞くなどと関わりがあった。
最初は繁栄派に属していたが、紆余曲折の末に穏健派に属することになった。その際、失踪した雅の代わりに景介の姉となることを誓っている。その後、「えそな」の当主になった際に蔵物「たまも喰い」を受け取った。
枯葉の姉である木春と同じ病を患っているため、実年齢より幼く見える。
此花供子（このはな きょうこ） 蔵物：ことり車、ぎゅうきの牙
3年A組。繁栄派に属する少女。「鈴鹿の一族」の中では陰謀を張り巡らすことや暗殺をするなどの汚い仕事を一手に引き受ける暗役の分家「このはな」の当主。「ことり車」の所有者。
妹の血沙・血香のことを道具としか見ないなど、残虐なところがある。
血沙・血香（ちさ・ちか） 蔵物：陰咬み
繁栄派に属する供子の妹。左側にポニーテールをしているのが血沙で右側にポニーテールをしているのが血香。生まれた当初は鈴鹿の病により結合双生児だったが、喪着をして双子となった。蔵物「陰咬み」を用いる。彼女らは自分達二人を「ちさか」と呼ぶ。
荒木聡太（あらき そうた）
1年A組。依紗子にあこがれるクラスメイト。通称「アホの荒木」。
宮川英（みやがわ えい）
1年A組。容姿は整っているが、すこしナルシストっぽいところがある。通夜子とは幼馴染。通夜子の事を「つーちゃん」と呼ぶ。
神楽（かぐら）
枯葉の伯母であり、一連の騒動の元凶である繁栄派の頭領。理由は不明だが、現在、実動は依紗子たちに全て任せて、自身は繁栄派の本拠地地下にある座敷牢の中で過ごしている模様。
霧沢雅（きりさわ みやび）
景介の姉で大学受験を控えた8年前の年末に失踪し、景介が中学3年の時に法律上の死を迎えた。
その後の行方は分からないが里にいたらしく、壁越しに檻江にとっておきの詩を教えた。
砂姫（さき）
私立白州高等学校の理事長にして「ひじり」の現当主。四巻で外国から夫とともに帰還した。外見が女任侠の様な姿で性格も怖いが、実は優しい。戦闘能力は供子を圧倒させるほどの実力の持ち主。
木陰野薊（こかげの あざみ）
「こかげ」の前当主で、棗の母親。外見は20代に見える。かなりの実力者で「あぎょうの琴」を使いこなしている。だが、それに辿り着くまで何万回もけがをし、文字通り血の滲むような努力をしたらしい。
木陰野慎一（こかげの しんいち）
棗の父親で一般人。製薬会社の経理課長で、ちょっとメタボなサラリーマンのような外見をしているが、戦闘能力はかなり高い。
神楽が反乱を起こした際にも夫婦で戦っていた。
篠田玲二郎（しのだ れいじろう）
夭の夫でもあり、篠田医院に勤務する医師。鈴鹿一族の医療を担当する「裏の跡取り」で、立場的には中立を貫いている。
夭とは中学生の頃に知り合い、やがて恋仲となり結婚した。
木春（こはる）
枯葉の姉で本来ならば「鈴鹿の一族」の次期当主になる予定だった。

## 用語
鈴鹿（すずか）
古来より「あやかし」「鬼」「妖魅」「化け物」と表現され、人にとっては「土蜘蛛」などと同等である存在であったとされる。また指示代名詞的に「一族」とも表記される。人との戦いに敗れ、その数を減らし、人と交わらずに暮らしていたが、種としての力が低下したため、子どもは女子しか生まれなくなってしまい。また、妊娠も生まれ持った体では不可能となってしまった。人にはない特別な力と身体能力を持ち、首だけとなっても一定期間なら生きていける生命力をもつ。「鈴鹿」という名称は一族の始祖の名が由来となっている。
喪着（もぎ）
「一族」における成人の儀。その内容は死亡した人間の女性の首から下の体と自らの首を接合することにより、生殖を可能にすることを指す。喪着を行ったあやかしは、対象となった人間の生前の記憶や感情の一部を引き継ぐことになる（一部のあやかしはこれを「感染」と呼ぶ）。首から下は人間の体となってもあやかしとしての身体能力は健在だが、それには新しい身体を「理解」することが不可欠である。また、喪着を行った人間が生前にかかわりがあった者が生殖のパートナーになることが多いとされる。ちなみに、一度喪着を行ったあやかしでも、別の死体を用意すれば何度でも首の接合は可能。
蔵物（ぞうぶつ）
鈴鹿の一族のあやかしたちが持つ、一族に伝わる超常の力を宿した道具。あくまでも力を持つのは道具本体のみで、人間にも使用可能。なお、「ぞうもつ」ではない。
つうれん
一族の始祖である鈴鹿が振るったと伝えられる宝刀で一族頭首の証。最古の臓物。一度でも傷付けば傷口を切り離そうとも、喪着を行っても決して逃れることのできない成長する傷を与える刃を持つ。故に、「一族殺し」「空を舞う剣」とも呼ばれる。唯一、傷を与えた者の血を傷口に注ぐことによってのみ、傷の成長を抑えることが可能。
本来はそれ専用の柄と鞘を持つ両刃の剣の姿をしていたが、現在は繁栄派の目を誤魔化すために刀身を柄と鞘から取り外して一度鋳溶かされ、チェーンソーの刃として巻き直してある。ちなみに、チェーンソーになったのは半分は枯葉の趣味。
ちなみにチェーンを外してそのまま蛇腹剣のように振るうこともできる。つまり、チェーンソーそのものに意味はあまり無い。
白銀りょうげ
風を巻き起こすことができる鉄扇。本来の鉄扇としての用途はもちろん、カマイタチによる斬撃や竜巻など使用方法は多岐にわたる。
くらい墓穴
内部に広大な空間を持つ白木製の棺桶。中に何を入れても重量は一切変わらず、中に隠れることも可能。「つうれん」なども普段はこの中に収納されている模様。
かみらの枝
霧沢景介所有。その刀身で刺したものを自らの支配下に置く特性を持つ。ナイフに似た形状をしている。ただ、周囲のものを利用するこの能力は超常的な身体能力を持つ「鈴鹿」においては無用の長物とされていたため、今までにほとんど使用されたことは無かった。
「支配下に置く」特質は操るだけでなく、形状を変化させたり破壊することも可能。蔵物が対象でも力を発揮し、さらにかみらの枝を手放してから傷つけたものでも約3秒だけ支配下に置くことができる。依紗子をして「蔵物殺し」と言わしめた。
しらぬえ
電気でできた獣。非常に強力で、焼かれれば一族でも重症は免れられない。かつては本家が所有していた蔵物で、内乱時に神楽が持ち出して以降、行方不明になっていたが、景介達がとった作戦によって破壊される。
あぎょうの琴
弦の音を聞いた者全てに聞いた音の大きさに応じた傷を与える蔵物。使用者に対しても有効なため、使用の際には耳栓が必須。「琴」という名だが形状は弓にしか見えない。
ものぬしの杖
最大射程十五尺（約4.5m）にも及ぶ伸縮自在の鞭。硬くして木刀のように扱うことも可能。シンプルであるが故に使用者の力量が反映されやすい。
からばの魔眼
見た者の潜在的な恐怖心を増幅させ、その動きを封じることができる。対象は一度につき一人のみ。予期せずに見た場合はより効果が高い。
かしゃ狂い
火を起こす能力を持つが、周囲が燃えるどころか炎が消えた後に焦げ跡が一切残らないなど謎が多い。
ことり車
西洋の拷問具にも似た外周に棘の生えた木製の車輪の形状をした蔵物。その棘で刺したものの血を抜き取る能力を持つ。さらに、抜き取った血を吐き出すことも可能であるため、「つうれん」の能力を封じることができる唯一の臓物でもある。
陰咬み
全長を伸ばしながら、相手を包むように刀身を半円状へ変化させることができる処刑鋸の形状をした剣。さらに、二本の刃で挟み込むことによって、ほぼ完全な円状で包み込み攻撃することが可能。
廻じんろう
麻紐にも似た形状をしており、纏った者から全ての痛みを失わせ、獣じみた暴力衝動を与えることで尋常でない戦闘能力を引き出す蔵物。ただし、その代償として使用者の生命を著しく削るため、本来は使用を本家によって禁じられている。
たまも喰い
柄は黒色、鞘は金色、鍔は朱色の、長さ六尺以上の長刀のような形をした蔵物。実際の斬撃とほぼ同時に離れた位置にも同様の斬撃を生み出すことが出来る。
くもがねの水
傷を治癒する薬である液体を無限に湧き出す吸い呑み。

迷い家（まよいが）
学校の裏山にある枯葉の隠れ家。普通の行き方ではたどり着けないようになっている。

### 舞台設定
私立白州高等学校（しりつしらすこうとうがっこう）
「鈴鹿の一族」の分家である「ひじり」が運営している私立高校。
篠田医院（しのだいいん）
表向きは普通の総合病院だが、人間と身体が異なる鈴鹿の一族専用の病院というもう一つの側面を持つ。「たとえ誰であっても分け隔てなく診察するのがお医者様」という理念から今回の一族の諍いに関しても中立を保っており、医院の中では争いごとは御法度となっている。

## 既刊一覧
- アカイロ／ロマンス 少女の鞘、少女の刃 （2008年8月10日 ISBN 978-4-04-867184-2）
- アカイロ／ロマンス2 少女の恋、少女の病 （2008年12月10日 ISBN 978-4-04-867424-9）
- アカイロ／ロマンス3 薄闇さやかに、箱庭の （2009年3月10日 ISBN 978-4-04-867601-4）
- アカイロ／ロマンス4 白日ひそかに、忘却の （2009年7月10日 ISBN 978-4-04-867902-2）
- アカイロ／ロマンス5 枯れて舞え、小夜の椿 （2009年8月10日 ISBN 978-4-04-867941-1）
- アカイロ／ロマンス6 (完) 舞いて散れ、宵の枯葉 （2009年12月10日 ISBN 978-4-04-868200-8）